# Apamea hercyniae
Apamea hercyniae là một loài bướm đêm trong họ Noctuidae.